# Sport Club Conimbricense
O Sport Club Conimbricense CvB é um clube desportivo português fundado em 1910 e sediado na cidade de Coimbra. A sua sede fica no centro da cidade, ao lado do pavilhão onde se praticam várias modalidades profissionais e amadoras, incluindo basquetebol, karaté, kick-boxing, jiu-jitsu, capoeira, natação e futsal. O basquetebol foi a modalidade que trouxe maior projeção ao clube, tendo sido o primeiro a conquistar o Campeonato Nacional da 1.ª Divisão de Basquetebol em 1932/33.
Era no centro da cidade, no Campo do Arnado, que o clube disputava os seus jogos de futebol, até 1950 quando a modalidade foi extinta com apenas 13 anos de competições nacionais. A partir dessa altura, o clube focou-se em construir um pavilhão multifuncional para servir as modalidades, optando, em 1966, por construir nesses terrenos o atual Pavilhão da Palmeira.
O clube foi distinguido com a Medalha de Ouro da Cidade de Coimbra, foi ainda, a 28 de Maio de 1937, agraciado com o grau de Cavaleiro da Ordem de Benemerência e possui o estatuto de Coletividade de Utilidade Pública.

## História
O Sport Grupo Conimbricense, como se chamava inicialmente, saiu de um núcleo de desportistas que se dedicavam especialmente a exercícios de força, uma das atividades mais populares da época. Os impulsionadores da ideia de criar este clube foram três rapazes, chamados Esmael d'Almeida Chuvas, Daniel Rodrigues e Sílvio Nogueira Seco. No dia 3 de Fevereiro de 1910, alugaram um quarto no segundo andar do prédio n.º 44 da Rua da Moeda, por 60 reais por mês, para sede do grupo. A primeira reunião dos sócios fundadores teve lugar no dia 6 daquele mês, pelas 12 horas, com o fim de constituir a coletividade e nomear os primeiros dirigentes. Assim, foi nomeado o primeiro presidente Esmael d'Almeida Chuvas. As primeiras atividades do clube foram os exercícios de pesos, halteres e de luta greco-romana praticado no Colégio Mondego situado no Pátio da Inquisição numa sala cedida por Diamantino Ferreira, local onde foi decido adotar o verde e branco como cores oficiais do time, em 6 de Março de 1910.
No mesmo ano houve mudança de instalações para a Praça do Comércio, e a 17 de Julho do mesmo ano Francisco Ferreira é nomeado presidente no qual se mudou novamente de "casa" para a Rua velha. Devido ao espaço ter várias divisões foram criadas ainda mais 4 modalidades da época: Ginástica, Ciclismo, Patinagem e Esgrima.
Em Agosto de 1912 realizaram-se os Jogos Olímpicos Internacionais de Lisboa no qual o clube apresentou um equipamento preto, tendo na camisola um escudo metade verde e metade branco com as letras S.G.C.. No mesmo mês após uma assembleia geral, Fernando Relvas apresentou a proposta da alteração do nome da coletividade para Sport Club Conimbricense (S.C.C).
A primeira taça aparece com a vitória de Ângelo Madeira, campeão Nacional de Luta Greco-Romana 1913. Em 1915 o clube organizou um campeonato da mesma modalidade com vários clubes da região designada a Taça cidade de Coimbra que se realizou durante 3 anos no qual venceu o troféu a 5 de Novembro de 1917 realizado no Teatro Avenida.
Dois anos volvidos eis nova sede no Largo da Freiria. Com o aparecimento da prática do Tiro, nasce a Sociedade de Tiro fundada no ano de 1924 no qual Amadeu Olímpico se destacou, sendo Campeão Nacional em 1929.
O aparecimento desta sociedade levou a que o emblema do Sport se alterasse com o aparecimento do logotipo das camisolas dos atletas de um alvo de cores vermelhas e preta com uma águia e duas espingardas entrelaçadas com as letras SCC. Assim oficializou-se o emblema nas outras modalidades mas sem as espingardas no qual perdura até aos dias de hoje. Apenas a secção de Ginástica apresentava o atual símbolo com um atleta coroado com uma bandeira e a divisa: "In honorem et gloriam lusitanarum".
Neste período aparece o futebol que se desenvolvia e criava novas paixões no qual o Sport constrói um parque de jogos no Arnado em Outubro de 1928, no qual foi inaugurado com uma partida frente à Académica no qual a Briosa ganhou por 5-1. Curiosamente o primeiro pontapé de saída foi dado por uma mulher, Maria Graziela que era filha de Santos Silva, um velho amigo do clube.
Lá realizou-se também várias finais de futebol do "antigo" Campeonato de Portugal, que posteriormente passaria a ser designada até aos dias de hoje de Taça de Portugal.
A primeira final disputou-se em 28 de Julho de 1931 pelo Benfica e FC Porto. Nesse mesmo ano o SCC é campeão do campeonato regional de reservas.
O ciclismo é outra das modalidades que também deu várias alegrias a este clube, com atletas como António Coelho, José Campeão, Frutuoso Veiga e Virgílio Pessoa que impulsionaram a modalidade, tendo em Anibal de Almeida conhecido como o " Carreto" a vencer a Primeira Volta a Portugal em Bicicleta organizada pelo Jornal Sporting, do Porto.
Em Janeiro de 1925 o clube muda-se novamente para a Avenida Navarro com novas instalações, sendo nesta fase um clube de referência da cidade e até a nível nacional com bastante afluência de sócios e praticantes das várias modalidades onde até o automobilismo e o motociclismo apareceram com grande interesse com a Volta à Conraria organizadas em 1927.
A Secção de Basquetebol nasce em 6 de Janeiro de 1928 onde ficaria como a mais emblemática modalidade do clube até aos dias de hoje, com António Dias de Carvalho a ser o autor dessa proeza. Curiosamente o primeiro Campeonato de Coimbra é realizado o velhinho derby Sport-Académica com a vitória do Sport por 17-15. O primeiro campo de basquetebol (relembro que a modalidade era praticada ao ar livre) é inaugurado em Abril de 1930 com a disputa da Taça António Dias da Silva. Os responsáveis pela construção do recinto foram Gaudêncio e Manuel da Costa, onde em 1931 é inaugurada a luz artificial no recinto na noite de 16 de Novembro de 1931 com o jogo inaugural entre a Académica e o Nacional.
A Associação basquetebol de Coimbra realiza o primeiro campeonato distrital onde o Sport é vencedor de todas as edições entre 1932 e 1946 com a conquista do Campeonato Nacional da 1.ª Divisão a 11 de Junho de 1933 batendo na final realizada em Aveiro o Guifões por 25-23. após prolongamento (participaram nesta final Académico, Fluvial, Guifões, FC Porto, SC Braga, Atlético de Braga, Sporting de Gouveia e o SC Conimbricense).
A equipa que se sagrou campeã nacional era constituída por Fernandes Costa, Feliciano Gaudêncio, Manuel da Costa, Arlindo Mariano e António Carvalho.
Devido a vários problemas financeiros a hegemonia do clube foi-se perdendo ao longo dos tempos, onde em 1930 sofre outra mudança de sede para a Rua da Louça. Em 1934 volta a mudar-se para a Rua da Moeda. Neste mesmo ano vence a Taça do Governo Civil e da Rainha Santa, e no futebol a vitória no troféu "Bnitoni".
Em 1935 nova mudança de sede para o pátio dos Castilhos onde se comemora as "Bodas de Prata" do Sport. Foram descerrados vários retratos de atletas internacionais como Amadeu Olímpico (tiro) Manuel da Costa (basquetebol) Fernando Alves (futebol) tendo o Governador Civil atribuído ao clube o Grau de Cavaleiro da Ordem da Benemerência.
A 28 de Maio de 1937, o Sport Club Conimbricense foi feito Cavaleiro da Ordem de Benemerência.
Em 1942 foi eleito para presidente Fernando Rodrigues onde ganhou um fardo pesado de dificuldades económicas, mas mesmo assim recebeu os 10 títulos do campeonato regional de basquetebol sendo o clube com mais campeonatos ganhos até à data.
Devido à impossibilidade de cumprimento com as cláusulas de arrendamento do campo do Arnado, o clube alugou um terreno na Rua Simões de Castro para a instalação de um campo de basquetebol e um rinque de patinagem.
A natação foi outra das modalidades do clube que averbou em 1943 a medalha de campeão regional durante 2 anos seguidos onde o clube arrecadou mais 16 títulos, onde em destaque estive a atleta Maria de Jesus Correia que se sagrou Campeã Nacional dos 100 metros e 200 metros costas. O Sport recebeu ainda a taça Aurélio de Almeida por ter sido o 2.º clube com mais títulos.
As novas instalações desportivas da Rua Simões de Castro foram inauguradas a 26 de Fevereiro de 1943. Como nesse local havia uma grande palmeira, o parque de jogos ficava a ser conhecido como o Campo da Palmeira como é até aos dias de hoje conhecido, onde o clube foi agraciado pelo Diretor Geral dos Desportos pelo desenvolvimento do desporto na cidade de Coimbra.
Em 1947 marca o fim da hegemonia do Sport, com o clube a ser destronado pelos Olivais que conquista a taça distrital. Outra modalidade no clube foi o andebol de onze onde ficará marcada apenas pela desistência do campeonato nacional onde se encontrava em segundo lugar devido a um jogo disputado contra a União de Coimbra onde os jogadores ao sentirem-se prejudicados abandonaram o recinto ainda com o jogo a meio e não voltando a jogar nas jornadas que se seguiram.
Na década de 1950 encerrou-se a secção de futebol pelo interesse na nova modalidade do hóquei em patins, na qual se sagrou campeão regional do centro, tendo disputado a 1.ª divisão nacional em 1971. Com o basquetebol a ser a modalidade de proa vence o campeonato nacional da 2.ª divisão nacional em 1951. Nesta mesma década destaca-se nova modalidade, com Jorge Fontes e Abílio Fernandes a elevar o ténis de mesa no clube com a consagração do título de campeão distrital.
Na década de 1960 festejou-se as "Bodas de Ouro", onde existia um local para erguer um pavilhão onde hoje é o atual estádio universitário, só que o Pavilhão da Palmeira nasceu onde hoje substituindo o Campo da Palmeira. Inaugurado a 15 de Julho de 1966 devido à ajuda de várias pessoas em especial, Arlindo Mendes Mariano, José Generino de Oliveira Baptista, Joaquim Costa Santos, João Leal de Oliveira, Manuel Catarino, Manuel Santos, António Ferreira e Manuel da Costa que foi o primeiro conimbricense internacional de basquetebol tendo falecido meses antes da inauguração do pavilhão.
A aposta no basquetebol foi feita nesta coletividade e em 1977 volta a atingir a 1.ª divisão, com Pedro Rebelo a tornar-se internacional cadete. É de recordar alguns títulos regionais no andebol e alguns alcançados no karaté.
Na década de 1980 a aposta no basquetebol foi definitiva e a extinção do andebol, voleibol e hóquei em patins deixou o clube mais pobre de modalidades e talvez de títulos. Nesta década o clube atinge a final da Taça de Portugal perdendo na temporada de 1983/1984 FC Barreirense 109 - 76 Conimbricense e com as dificuldades económicas a se sentirem relegou as aspirações da equipa na época seguinte. É de salientar a participação na Taça Korac, da FIBA em 1984 tendo sido o momento mais alto a nível europeu.
Em 1985 morre Arlindo Mendes Mariano, uma das mais emblemáticas personalidades do clube de Coimbra.
Hoje em dia o clube recuperou modalidades das artes marciais e ganhou uma nova modalidade o futsal que como outras modalidades o fizeram noutros tempos, já ganhou o seu espaço no clube tendo vários escalões de formação onde já foi Campeão Distrital de Juvenis na época 06/07 - Vice-Campeões Nacionais de Juvenis na época 06/07.
O clube tem de momento 400 sócios, e aguarda por novas instalações prometidas há vários anos pela Câmara municipal devido ao envelhecimento do Pavilhão da Palmeira que guarda nas suas paredes vários momentos de glória e de angústias.

## Distinções
- Cavaleiro da Ordem de Benemerência
- Coletividade de Utilidade Pública
- Medalha de Ouro da Cidade de Coimbra

## Palmarés
- Campeão Nacional da 1.ª Divisão Basquetebol 1932/1933
- Campeão Nacional da 2.ª Divisão Basquetebol 1951
- Campeão Distrital de Coimbra Basquetebol 1932 a 1946
- Finalista Vencido da Taça de Portugal  1953/1954 Atlético-Conimbricense 53 - 35/51 - 49
- Finalista Vencido da Taça de Portugal  1983/1984 FC Barreirense 109 - 76 Conimbricense
- Campeão Nacional da 2.ª Divisão de Basquetebol 1983/1984
- Aníbal “Carreto” foi o primeiro campeão da volta a Portugal em Bicicleta
- Emanuel Chuvas foi campeão Nacional de Ginástica Artística 1912.
- Ângelo Madeira foi campeão Nacional de luta Greco-Romana 1913.

## Participações
- 1984 - Taça Korac

## O bar 1910
Este espaço mítico localizado no 2º andar do pavilhão, abriu pela primeira vez no ano de 1987, vindo-se a tornar num dos marcos da cidade de Coimbra.
Sendo reestruturado ao longo dos anos, este é um dos mais emblemáticos bares da cidade de Coimbra, sendo considerado como uma casa de fados e de música ao vivo, foi local de encontro de grandes nomes da cidade de Coimbra, como Zeca Afonso, Adriano Correia de Oliveira, Natália Correia, entre mais.
Normalmente frequentado por ilustres cidadãos da cidade, este local, guarda não só histórias de pessoas como também histórias do Sport Club Conimbricense, embelezando a sua sala de troféus repleta.
Atualmente o bar continua em funcionamento.
- [https://www.facebook.com/bar1910coimbraoficial